# Laban Moiben
Laban Moiben (13 oktober 1983) is een Keniaanse atleet, die is gespecialiseerd in de marathon. Hij schreef verschillende marathonwedstrijden op zijn naam.

## Biografie
Moiben won in 2007 zowel de marathon van Montreal als de marathon van Sacramento. In 2008 won Moiben de marathon van Los Angeles.

## Persoonlijke records
| Onderdeel      | Prestatie | Datum            | Plaats      |
| -------------- | --------- | ---------------- | ----------- |
| 10 km          | 29.00     | 11 februari 2018 | Buriram     |
| 10 Eng. mijl   | 49.25     | 4 september 2006 | Park Forest |
| halve marathon | 1:02.37   | 10 oktober 2010  | Chicago     |
| 25 km          | 1:14.29   | 10 oktober 2010  | Chicago     |
| 30 km          | 1:29.38   | 10 oktober 2010  | Chicago     |
| marathon       | 2:09.13   | 27 mei 2012      | Ottawa      |

## Palmares

### 10 km
- 2006:  Ukrop's Monument Avenue in Richmond - 29.45
- 2006:  Milford Labor Day - 31.19
- 2007:  Corinth Coca-Cola Classic - 30.35
- 2007: 4e Mercedes Benz Cotton Row Run in Huntsville - 30.55
- 2007:  Alpharetta Mayor's Challenge - 31.24
- 2009:  Vulcan Run in Birmingham - 29.30
- 2010: 5e Vulcan Run in Birmingham - 31.06

### 15 km
- 2006: 4e Le Moule - 48.57

### halve marathon
- 2006:  halve marathon van Virginia Beach - 1:05.18,5
- 2006:  halve marathon van Valparaiso - 1:05.21
- 2006:  halve marathon van Indianapolis - 1:05.41
- 2007:  halve marathon van Georgia - 1:04.33

### 25 km
- 2006: 4e Fifth Third River Bank in Grand Rapids - 1:16.58

### marathon
- 2006: 4e marathon van Duluth - 2:18.34
- 2006: 5e Toronto Waterfront Marathon – 2:16.45
- 2007:  marathon van Nashville - 2:15.10
- 2007:  marathon van Montreal - 2:15.29,0
- 2007:  marathon van Sacramento - 2:14.31
- 2008: 8e marathon van San Diego - 2:13.31
- 2008:  marathon van Montreal - 2:19.13,2
- 2008:  marathon van Los Angeles – 2:13.50
- 2009: 4e marathon van Ottawa - 2:14.17,0
- 2009:  marathon van San Antonio – 2:15.21
- 2010:  marathon van Ottawa - 2:09.43,9
- 2010: 7e marathon van Chicago - 2:10.48
- 2011:  marathon van Los Angeles – 2:13.12
- 2011:  marathon van Ottawa - 2:10.17,9
- 2012:  marathon van Mumbai - 2:10.48
- 2012:  marathon van Ottawa - 2:09.12,9
- 2012: 7e marathon van Keulen - 2:09.55
- 2013: 5e marathon van Mumbai - 2:10.55
- 2013: 6e marathon van Ottawa - 2:11.44,5
- 2013: 6e marathon van Valencia - 2:12.07
- 2014:  marathon van Lens - 2:16.36
- 2014: 8e marathon van Kaapstad - 2:16.48
- 2014: 5e marathon van Singapore - 2:21.30
- 2014: ?e marathon van Gyeongju - 2:09.25
- 2015: 6e marathon van Zhengzhou - 2:16.10
- 2015:  marathon van Omsk - 2:18.18